# Telamonia luteocincta
Telamonia luteocincta là một loài nhện trong họ Salticidae.
Loài này thuộc chi Telamonia. Telamonia luteocincta được Tord Tamerlan Teodor Thorell miêu tả năm 1891.